# Carmen Ortega Ricaurte
Carmen Ortega Ricaurte (Bogotá, 20 de marzo de 1926 - ibidem, 18 de noviembre de 2011) fue una historiadora, crítica de arte, filósofa y escritora colombiana, autora del "Diccionario de Artistas en Colombia".

## Reseña biográfica
Carmen Ortega Ricaurte fue la mayor de tres hijos de María Teresa Ricaurte Pardo y el ingeniero y pintor paisajista bogotano Alfredo Ortega Díaz. Se graduó del Colegio Alvernia de Bogotá en 1945, e ingresó a la Universidad Nacional de Colombia cuatro años más tarde.  Allí recibió su licenciatura en filosofía y letras en 1953, y posteriormente su Doctorado en filosofía en 1963. Entre 1954 y 1957 estudió historia del arte en la Universidad de Múnich. También hizo un diplomado en cultura americana en la Universidad de Laramie en Wyoming.  
Durante su vida profesional fue ampliamente reconocida por sus estudios y libros, que aún hoy son valiosa fuente de información sobre diversos tópicos relacionados con la historia de Colombia. Fue directora del Museo Nacional de Colombia entre 1986 y 1988, cuando asumió la dirección del Museo del 20 de julio, donde permaneció hasta 1997. Igualmente hizo parte de diversas instituciones educativas como la Universidad Jorge Tadeo Lozano, el Colegio Mayor de Cundinamarca y el Centro Universitario de Nuestra Señora de las Mercedes. Entre 1957 y 1960 dirigió un programa sobre arte moderno en la Radiodifusora Nacional de Colombia. 
Murió en Bogotá en octubre de 2011 a causa de un cáncer de colon, después de varios años de padecer de alzheimer. Sobre su féretro se colocó la bandera de la Academia Colombiana de Historia en reconocimiento por sus aportes a la historia del país. Sus restos se encuentran junto a los de sus hermanos en la Parroquia de Santa Bibiana de Bogotá.

## Controversia delEnigma del Medallón

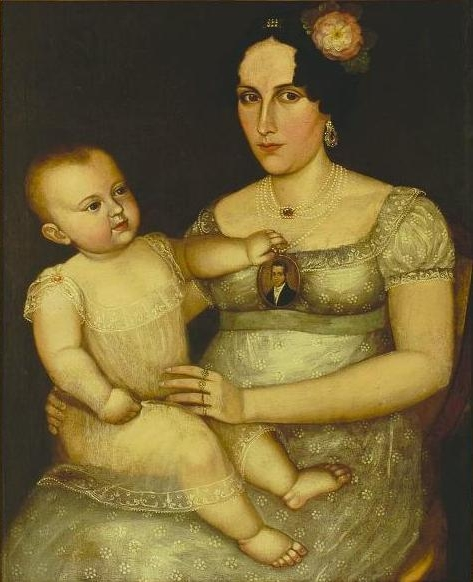
Retrato de Magdalena Ortega de Nariño que originó la controversia. Actualmente se encuentra en el Museo del 20 de Julio con el título de "Mujer Santafereña" por solicitud de la Academia Colombiana de Historia.

En 1995, Carmen Ortega expuso ante la Sociedad Sociedad Nariñista de Colombia una hipótesis sobre el origen genealógico de Isabel y Mercedes Nariño Ortega, históricamente reconocidas como las hijas menores de Antonio Nariño. Su teoría surgió a partir de un retrato altamente intervenido de Magdalena Ortega de Nariño con su hija Mercedes, que se encontraba en el Museo del 20 de Julio. Luego de un proceso de restauración, se descubrió que la niña sostenía un medallón con la efigie de un hombre, quien Ortega dedujo, se trataba del vizconde Jorge Tadeo Lozano. A partir de este hallazgo, y luego de hacer un análisis iconográfico, relacionándolo con la cronología de la vida de Nariño, Carmen Ortega propuso la idea de que este último no podía ser el padre biológico de Mercedes e Isabel, ya que en ese momento se hallaba preso e incomunicado en Cartagena de Indias. Por ende, según su hipótesis, las hermanas Nariño debieron nacer como resultado de una infidelidad entre Magdalena Ortega y Jorge Tadeo Lozano.
Su propuesta generó revuelo entre la intelligentsia colombiana, en particular de las sociedades nariñistas, quienes acusaron a Carmen Ortega de difamar la figura del prócer y su mujer. Por esto, Carmen fue víctima de acoso y descrédito durante varios años, e incluso llegó a ser denunciada por Julio Barón Ortega, presidente de la Sociedad Nariñista de Tunja, por supuesta calumnia histórica.
A pesar de que esta teoría aún es ampliamente debatida, en años recientes ha recibido aprobación por parte de académicos, e incluso fue incluida en la trama de la telenovela colombiana de ficción histórica La Pola (2010).

## Publicaciones
Entre los títulos publicados por Ortega se encuentran:
- Diccionario de Artistas en Colombia (1965)
- Aspectos Históricos y Lingüísticos del Gamín Bogotano (1972)
- Dibujantes y grabadores del Papel Periódico Ilustrado y Colombia Ilustrada (1973)
- Los estudios sobre lenguas indígenas de Colombia: notas históricas y bibliografía (1978)
- Manual de clasificación universal (1994)
- Sucesos y documentos sobre la revolución del 20 de julio de 1810 y la primera república (1996)
- El enigma del medallón, polémica histórica sobre la infidelidad de Magdalena Ortega de Nariño (2000)
- Negros, mulatos y zambos en Santafé de Bogotá: Sucesos personajes y anécdotas (2002)
- La producción intelectual de los rosaristas: 1800-1899 (2004)

Publicó también algunos libros de literatura:
- Campeonísimo: cuento del descubrimiento del Nuevo Reino de Granada (1980)
- Aventuras y amarguras de una expedición: drama didáctico para jóvenes adolescentes (1997)
- Las aventuras del angelito mofletudo (2001)

## Distinciones
- Mención honorífica en el Concurso de Historia de Colcultura por la obra Dibujantes y grabadores del Papel Periódico Ilustrado y Colombia Ilustrada (1971).
- Mención especial en el Primer Concurso de Literatura Infantil, Enka de Colombia por la obra Campeonísimo (1977).
- Condecoración en "Homenaje a la Mujer Colombiana" con motivo de los cien años de la Policía Nacional (1991).
- Condecoración Simón Bolívar, otorgada por el Ministerio de Educación Nacional (1993).